# Lista de unidades federativas do Brasil por PIB (1950)
Abaixo segue a lista das unidades federativas do Brasil por produto interno bruto (PIB) no ano de 1950, calculado a preços constantes (ano-base 2010).

## Lista de unidades federativas do Brasil por PIB - 1950
| Posição | Posição          | Unidade federativa  | PIB 1950 em R$ de 2010 (mil) |
| Em 1950 | Comparada a 1939 | Unidade federativa  | PIB 1950 em R$ de 2010 (mil) |
| ------- | ---------------- | ------------------- | ---------------------------- |
| 1       | (0)              | São Paulo           | 73.409.272                   |
| 2       | (0)              | Rio de Janeiro      | 42.482.831                   |
| 3       | (0)              | Minas Gerais        | 21.591.330                   |
| 4       | (0)              | Rio Grande do Sul   | 15.975.272                   |
| 5       | (3)              | Paraná              | 7.998.952                    |
| 6       | (1)              | Pernambuco          | 6.108.292                    |
| 7       | (1)              | Santa Catarina      | 5.543.876                    |
| 8       | (1)              | Bahia               | 4.229.159                    |
| 9       | (0)              | Ceará               | 3.874.864                    |
| 10      | (2)              | Paraíba             | 3.193.672                    |
| 11      | (3)              | Espírito Santo      | 2.812.739                    |
| 12      | (1)              | Goiás               | 2.790.415                    |
| 13      | (3)              | Pará                | 2.163.276                    |
| 14      | (3)              | Maranhão            | 1.979.875                    |
| 15      | (2)              | Alagoas             | 1.431.757                    |
| 16      | (2)              | Rio Grande do Norte | 1.196.181                    |
| 17      | (1)              | Mato Grosso         | 1.092.628                    |
| 18      | (3)              | Piauí               | 1.065.120                    |
| 19      | (0)              | Amazonas            | 659.053                      |
| 20      | (0)              | Sergipe             | 626.124                      |